# Misisipijska kultura
Misisipijska kultura (engleski: Mississippian culture) je bila sjevernoamerička indijanska kultura graditelja humaka koja je postojala na području današnjih Sjedinjenih Američkih Država od 9. do 16. stoljeća. To je bila višeetnička kultura pod jasnim utjecajem srednjoameričkih kultura (Asteci i Maya Indijanci). Ime je dobila po dolini rijeke Mississippi, gdje se počela razvijati nakon propasti lovačke Hopewellske kulture i odakle se postupno širila na zapad i istok. 

## Povijest
Kao početak misisipijske kulture se tradicionalno uzima 850., a kraj 1500. godina, dok se na vrhuncu u 11. i 12. stoljeću protezala od Apalači gorja na istoku do Floride na zapadu, i od Velikih jezera na sjeveru do Meksičkog zaljeva na jugu.
Naselja misisipijske kulture je u 16. stoljeću opisao španjolski istraživač Hernan de Soto, ali su ona ubrzo nakon toga nestala, što se tumači kao završetak procesa izazvanog malim ledenim dobom, odnosno posljedicom izloženosti Indijanaca pogubnim bolestima kao što su male i velike boginje. Do konca 17. stoljeća su ih osvojili Francuzi i posljednji otpor doseljenicima je ugušen 1731. godine. Vjeruje se da određeni broj današnjih indijanskih plemena potječe od misisipijske kulture, a među Cherokee Indijancima se do 19. stoljeća sačuvala usmena predaja o gradnji velikih humaka u prošlosti.

## Odlike
Glavna karakteristika misisipijske kulture su veća naselja i orijaški piramidalni zemljani tumuli, kao što je Cahokia Mounds, vjerski predmeti nastali čekićanjem bakra, te složeniji oblici društvene organizacije utemeljeni na plemenskim savezima kojima su upravljali poglavice. Dakle, ova kultura nije nikada bila ujedinjena, već je bila rodovsko-plemensko udruženje plemena kojima su teokratski vladali muški poglavice matrijarhalne dinastijske linije. Čak i u plemenskim kulturama proisteklim iz misisipijske kulture, sačuvača se slojevitost i matrilinearnost, npr. među nekim Siusima, te kod Natcheza i Muskogee Indijanaca.
Iako lov nikada u potpunosti nije napušten, gospodarstvo misisipijske kulture se do 10. stoljeća već temeljilo na poljoprivredi, najprije na uzgoju tikvica i graha, a potom i brzorastućeg kukuruza koji je došao preko Meksičkog zaljeva. Zahvaljujući povećanju prinosa porastao je i broj stanovnika, a ubrzao se i razvoj obrta i trgovine. Obrtnici su proizvodili drvene i kamene alatke, perle, ukrase, metalne proizvode od bakra i zlata, i obrađivali su kože i krzna. Trgovina se obavljala na velikim udaljenostima zahvaljujući zajedničkim sustavom simbola. Iako se misisipijska kultura često navodi kao najrazvijenije ljudsko društvo pretkolumbovske Sjeverne Amerike prije dolaska Europljana, a nekada i civilizacija, ona nije poznavala metalurgiju niti pismo. 

## Materijalna kultura
Misisipijci su gradili sela, ali i velike gradove. U njima su kuće bile prekrivane slamnatim krovovima, a veća središta okružena palisadnim zidinama, s manjim naseljima u okolici. Veći gradovi su imali više od tisuću stanovnika, a najnaseljeniji i najvažniji među njima bio Cahokia Mounds, a druga važnija naselja i arheološka nalazišta su Moundswille, Etowah Mounds i Spiro Mounds.
Istovremeno s ovom kulturom, do 14. stoljeća su razne kulture šumskih indijanaca podizale zemljane tumule u vjerske svrhe, ali su ovi zemljani humci u misisipijskoj kuturi poprimili divovske razmjere. Tako je misisipijski humak u mjestu Cahokia Mounds dosegao visinu od 30 m, a promjer veći od staroegipatske Keopseve piramide. Misisipijske humci često imaju oblik piramide, te velike terase na vrhu gdje su podizani hramovi ili rezidencija elite. 
Osim razvoja arhitekture, Misispijska kultura je unaprijedila i lončarstvo u tehnologiju obrade keramike, te poboljšala naoružanje usavršavanjem luka koji je zamijenio uporabu koplja. Postojanje središnjih trgova s piramidalnim humcima i hramovima, stambene zgrade za elitu, ritualna ljudska žrtvovanja, keramika, te umjetnički prikazi plačnih očiju, krilatih ljudi, križeva i ljudskih lubanja, svjedoče o vezama sa srednjoameričkim kulturama, ali te veze nisu bile osobito jake.

## Religija
Misisipijsko društvo su vodili teokrati koji utjelovljuju i svjetovnu i vjersku vlast. Izgradnja humaka i hramova je povezana s kultom predaka, a pod srednjoameričkim utjecajima javljaju se slike zmija, lubanja, orlova-ratnika i obavljaju se ritualna žrtvovanja i mučenja zarobljenika na vrhu piramidalnih humaka. Očekivao se čak i dobrovoljni pristanak nekih supružnika i članova uže obitelji umrlog vladara da se žrtvuju.
S juga se proširio, i u glavnim središtima kulture prevladao, tzv. „južni kult” obožavanja sunca. Ovaj kult je povezan s raskošnim vojničkim pokopima, prikazima sunca, križeva, ruku s očima, žalosnih očiju, lubanja i ukrašavanja lula za pušenje duhana slikama životinja. Južni kult je najjači bio u 14. stoljeću, a djelomice je preživio kod Natcheza kod kojih se poglavica naziva „Veliko sunce”, a njegova supruga „Bijela žena”, dok se kod nekih Sijuksa nosi se maska „dugonosog božanstva”, božanstva misisipijske kulture.

## Vanjske poveznice
- The Mississippian and Late Prehistoric Period, National Park Service Southeastern Archaeology Center
- Mississippian World  Arhivirana inačica izvorne stranice od 21. siječnja 2010. (Wayback Machine), Texas Beyond History
- Animation: Towns and Temples of the Mississippian Culture-5 Sites